# Massala maculifera
Massala maculifera là một loài bướm đêm trong họ Erebidae.